# Bandera de Geòrgia
La bandera de Geòrgia fou adoptada el 14 de gener de 2004. Representa una creu de Sant Jordi vermella sobre un fons blanc; a cadascun dels quarters també hi ha una petita creu patent vermella. És coneguda com la bandera de les cinc creus.
Aquesta bandera fou usada pels senyors georgians de l'edat mitjana i és l'emblema del Moviment Nacional Unificat, el partit en el poder. Des de l'arribada d'aquest partit al govern amb la Revolució de les Roses, la bandera del partit ha estat la bandera del país.

## Construcció i dimensions

Plantilla de construcció de la bandera.

### Colors
Les especificacions aproximades del color són:
| Model de color | Vermell     | Blanc         |
| -------------- | ----------- | ------------- |
| Pantone        | 186C        | Blanc         |
| CMYK           | 0-90-80-5   | 0-0-0-0       |
| RGB            | 200, 16, 46 | 255, 255, 255 |
| HTML           | ##C8102E    | #FFFFFF       |

Els models RGB i HTML s'han extret a patir dels codis de Pantone.

## Banderes històriques

La bandera de 1921-1990

En el temps de l'URSS, Geòrgia va fer servir diverses versions derivades de la bandera soviètica. Al final es va fixar una bandera vermella amb una estrella al cantó superior esquerre, a més d'una falç i un martell en un sol blau; una barra blava tallava en dues parts la part superior de la bandera. Aquesta bandera fou suprimida el novembre de 1990.

La bandera de 1918-1921 i 1990-2004

Aquesta bandera, dissenyada per Jakob Nikoladze, fou adoptada el 1918 per Geòrgia, i després fou prohibida pel poder soviètic el 1921. Va ser readoptada el novembre de 1990 i abandonada de nou el 2004 per raó de l'associació de la història catòlica dels primers anys de la nova independència de Geòrgia.